# Homovore
Homovore är det amerikanska death metal-bandet Cattle Decapitations debutalbum, släppt 2000 av skivbolaget Three One G.

## Låtförteckning
1. "Mauled" – 3:28
2. "Joined at the Ass" – 1:21
3. "Open Human Head Experiments with Bleach Laquer and Epoxy" – 1:07
4. "Diarrhea of the Mouth" – 0:41
5. "Headcheese" – 1:00
6. "Colostomy Jigsaw Puzzle" – 0:35
7. "Pepe's Trepes" – 0:49
8. "Release the Gimp" – 0:54
9. "The Roadside Dead (Detrunked Stumpification Through Roadrash)" – 0:57
10. "Carnal Fecophelia Due to Prolonged Exposure to Methane" – 2:11
11. "Icepick Gag Reflex" – 0:54
12. "Bathing in a Grease Disposal Unit" – 0:33
13. "Molested / Digested" – 2:46
14. "Wine of the Sanguine" – 0:37
15. "Ride 'Em Cowboy" – 0:53
16. "Human Jerky and the Active Cultures" – 2:54

- Text: Travis Ryan
- Musik: Gabe Serbian

## Medverkande
Musiker (Cattle Decapitation-medlemmar)
- Travis Ryan – sång
- Gabe Serbian – gitarr
- Dave Astor – trummor

Bidragande musiker
- Sonny Kay – sång
- William Keeton – sång

Produktion
- Jeff Forrest – ljudtekniker
- Ezra – omslagskonst
- Nelson Garrido – omslagskonst
- Martin "Corpse Felcher" DePedro – foto